# Rodel vid olympiska vinterspelen 1968
Rodel vid olympiska vinterspelen 1968

## Herrsingel
| Medalj | Åkare                               | Tid     |
| ------ | ----------------------------------- | ------- |
| Guld   | Manfred Schmid (Österrike)          | 2:52.48 |
| Silver | Thomas Köhler (Östtyskland)         | 2:52.66 |
| Brons  | Klaus-Michael Bonsack (Östtyskland) | 2:53.33 |

## Herrdubbel
| Medalj | Åkare                                                | Tid     |
| ------ | ---------------------------------------------------- | ------- |
| Guld   | (Klaus-Michael Bonsack, Thomas Köhler) (Östtyskland) | 1:35.85 |
| Silver | (Manfred Schmid, Ewald Walch) (Österrike)            | 1:36.34 |
| Brons  | (Wolfgang Winkler, Fritz Nachmann) (Västtyskland)    | 1:37.29 |

Genom att vinna herrdubbel blev Thomas Köhler första åkare att vinna bade herrsingel, vilken han vann 1964, och herrdubbel.

## Damsingel
| Medalj | Åkare                            | Tid     |
| ------ | -------------------------------- | ------- |
| Guld   | Erika Lechner (Italien)          | 2:28.66 |
| Silver | Christa Schmuck (Västtyskland)   | 2:29.37 |
| Brons  | Angelika Dünhaupt (Västtyskland) | 2:29.56 |

Östtyska åkarna (Ortrun Enderlein (2:28.04) och Anna-Maria Müller (2:28.06)) diskvalificerades då det avslöjades att de värmt upp kälkens medar.

## Medaljställning
| Pl. | Nation       | Guld | Silver | Brons | Totalt |
| --- | ------------ | ---- | ------ | ----- | ------ |
| 1   | Östtyskland  | 1    | 1      | 1     | 3      |
| 2   | Västtyskland | 0    | 1      | 2     | 3      |
| 3   | Österrike    | 1    | 1      | 0     | 2      |
| 4   | Italien      | 1    | 0      | 0     | 1      |